# Torture pendant la guerre d'Algérie

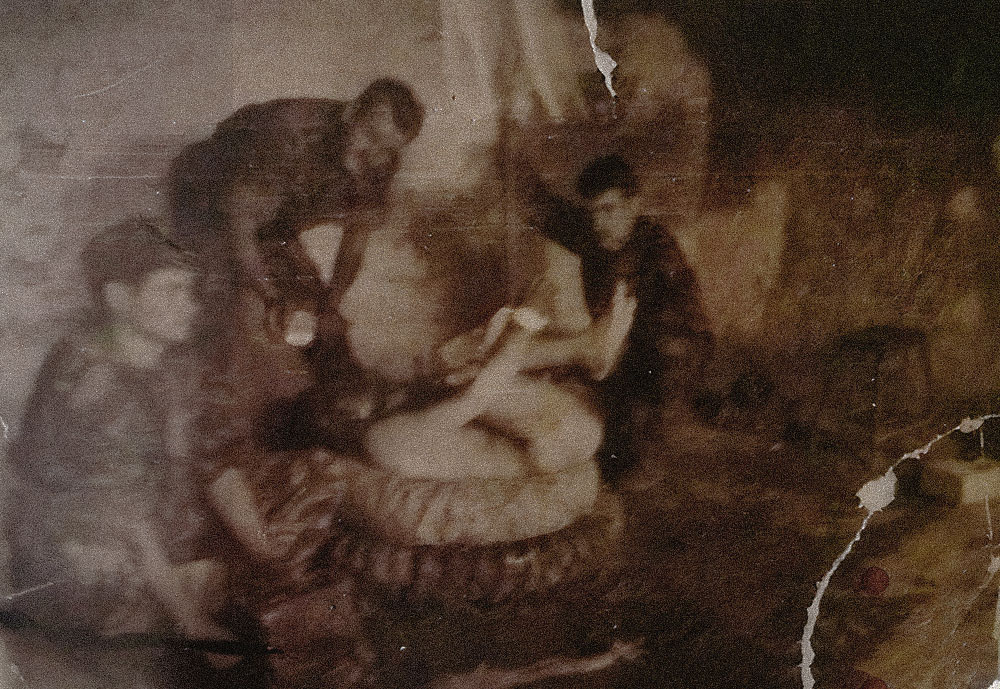
Un Algérien est plongé dans l'eau et torturé par l'armée française avec de l'électricité, tandis que deux pneus servent de récipient (1961).

La torture a été pratiquée pendant la guerre d'Algérie sur les populations algérienne et française par les forces coloniales (l'armée française, l'OAS, les forces de police, les barbouzes) dans des proportions qui, selon des historiens comme Pierre Vidal-Naquet, concerneraient des centaines de milliers d'Algériens,,.
La torture a aussi été employée sur des harkis, des indigènes et des Pieds-Noirs et au sein de leurs membres, notamment lors de la bleuite, par le FLN et l'ALN, mais pas avec le même systématisme ni dans les mêmes proportions.
La torture policière existait déjà largement en Afrique du Nord avant l’insurrection de 1954, comme en témoigne la mise en garde lancée, dès cette date, par l'écrivain François Mauriac. Elle avait été systématiquement utilisée lors de la colonisation du pays, notamment lors de la campagne du général Bugeaud, mais elle fut consacrée et institutionnalisée comme arme de guerre par l'armée, qui a reçu tous les pouvoirs lors de la bataille d'Alger. Celle-ci fut en 1957 un point de non-retour à cet égard. Toutefois, le passage à la guerre totale et à la systématisation de la torture précède l'année 1957 et correspond, selon la thèse de Raphaëlle Branche, à l’arrivée à la tête de l’état-major d’Alger du général Raoul Salan en décembre 1956.
Une loi votée le 31 juillet 1968 en confirmation des deux décrets du 22 mars 1962, amnistie l'ensemble des infractions commises en Algérie par l'armée française et ses partisans. Cette loi prévoit dans son article 1 que « Sont amnistiées de plein droit toutes infractions commises en relation avec les événements d'Algérie. Sont réputées commises en relation avec la guerre d'Algérie toutes infractions commises par des militaires servant en Algérie ».
Cette loi empêche les victimes de poursuivre au pénal mais théoriquement pas au civil, bien que cette interprétation de la loi ait été remise en cause par divers juristes, dont William Bourdon. Celui-ci estime que cette loi « s'oppose aux principes du droit international selon lesquels l'amnistie ne peut être accordée aux auteurs de violations des droits de l'homme les plus graves tant que les victimes n'ont pas obtenu justice par une voie de recours efficace ».

## Par les autorités françaises et leurs partisans

### Les précédents coloniaux de l'usage de la torture

Un Algérien est mis à nu et subit l'emprise de cinq militaires français, qui lui écartent les jambes.

Depuis la conquête coloniale, la torture est un procédé courant des forces de l'ordre en Algérie qui l'utilisent pour terroriser les populations autochtones. Cette pratique, utilisée tout au long de la présence coloniale en Algérie, d'abord pour obtenir des informations sur les emplacements de silos à grains lors de la conquête coloniale, puis pour briser les grèves, meurtrir des suspects, instruire les affaires pénales les plus ordinaires et terroriser les indigènes, s'inscrivait avant tout dans une démarche de haine et de déshumanisation,.
Dans un article de 1951, publié par L'Observateur, Claude Bourdet avait déjà dénoncé ces pratiques au moment des procès de 1951-52 de l'Organisation spéciale (OS), affiliée au Mouvement pour le triomphe des libertés démocratiques (MTLD) de Messali Hadj, en s'interrogeant : « Y a-t-il une Gestapo en Algérie ? ». Près de 80 plaintes pour torture et arrestations arbitraires sont déposées lors de ces procès, tenus à huis clos, toutes classées sans suite. De même, la résistante et spécialiste de l'Algérie Germaine Tillion enquête dans les années 1950 en Algérie sous mandat de la Commission d'enquête internationale contre le régime concentrationnaire (créée à la suite de la Seconde Guerre mondiale).
Outre Bourdet, qui avait été informé de cas de torture à la Villa Mahiedinne, Albert Camus, lui aussi cité comme témoin par la défense (ainsi que Jean-Marie Domenach), écrit alors une lettre le 26 décembre 1951, dans laquelle il déclare : « s'il est possible un seul instant de soupçonner qu'ils aient pu être victimes de détention arbitraire ou de sévices graves, dès cet instant, il nous faut souhaiter de toutes nos forces que la justice de notre pays refuse de sanctionner si peu que ce soit, par une condamnation, des actes si intolérables soient-ils (…). Dans une affaire qui touche de si près aux passions politiques et nationales, un seul doute justement suffit pour que la justice qui doit être faite aux accusés n'ait pas d'autre nom que la clémence entière ».
Avec la guerre d'Algérie, ces pratiques sont théorisées et systématisées par l'armée française. Dès le premier jour du conflit, François Mauriac, lance un appel qui ne sera pas entendu : « Surtout, ne pas torturer ». Germaine Tillion, dans une lettre du 7 décembre 1957 à Maurice Feltin, archevêque de Paris, écrit : « Sur tous ces supplices, Éminence, il n'y a vraiment pas d'équivoque pour une conscience, même peu alertée, et la fameuse défense qu'invoquent les tortionnaires : en torturant un homme, vous pouvez en sauver cinquante s'il avoue l'emplacement des bombes dont il dispose - se révèle être un faux argument, car au nom de cet argument on a torturé (quelquefois à mort) des personnes innocentes, pour un coupable problématique et qui n'avoue pas nécessairement ». Déjà, pendant la guerre d'Indochine, la torture avait été employée.

### La mise en place de la torture comme arme systématique

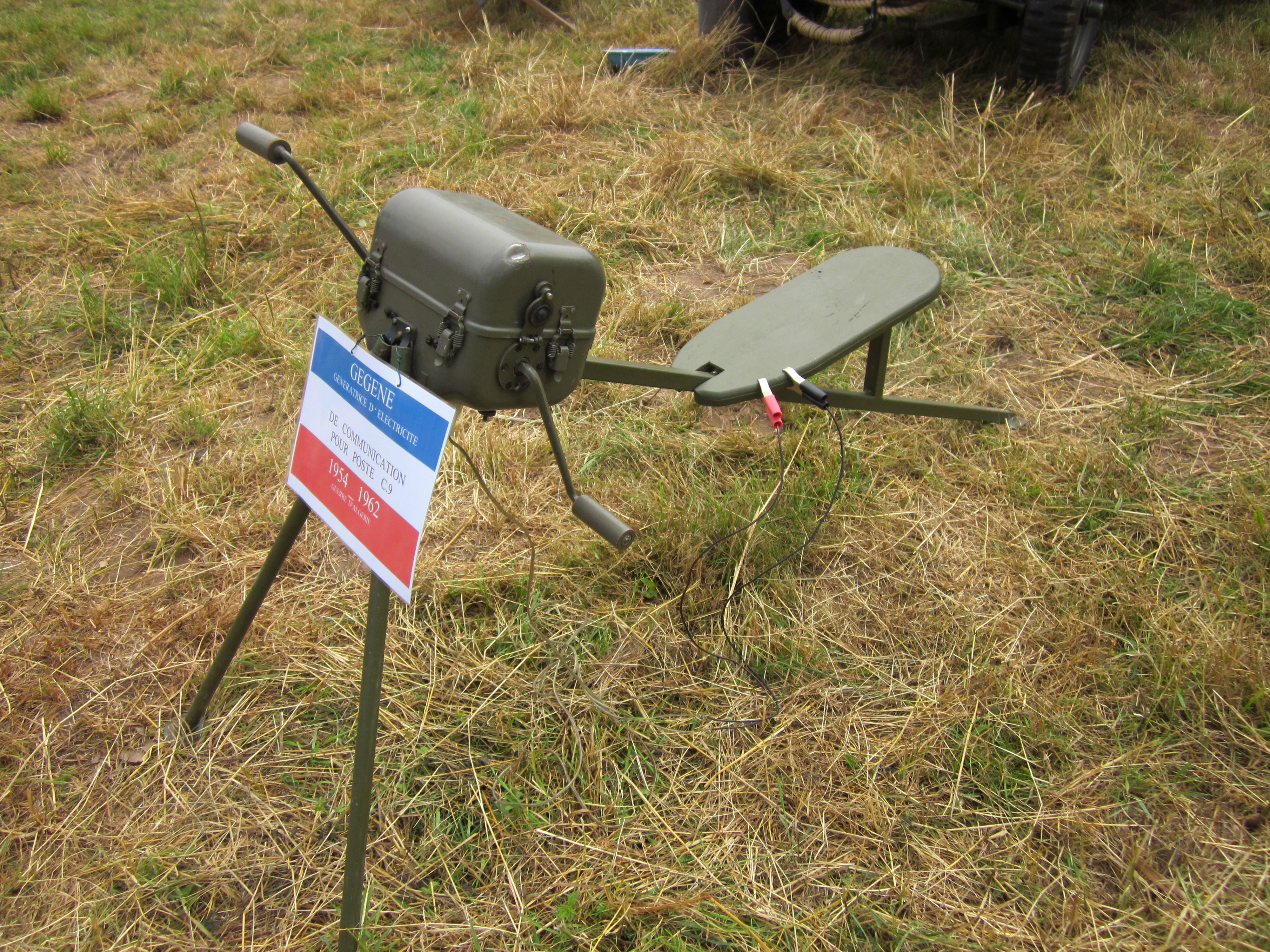
Dynamo électrique manuelle connue sous le nom de Gégène pendant la guerre d'Algérie.

Dès 1949, le gouverneur général Naegelen rédige une circulaire interdisant l'usage de la torture et des sévices par les services de police, mais ne parvient pas à se faire obéir. Jusqu'en 1955, l'armée est indemne de ces accusations. Utilisée en Indochine, la torture devient progressivement une arme de guerre à part entière, théorisée et légitimée dans le cadre d'une doctrine de la « guerre contre-révolutionnaire », en particulier par le colonel Trinquier, le capitaine Paul-Alain Léger, le colonel Marcel Bigeard et le général Jacques Massu en tant que moyen de poursuivre une guerre asymétrique, où l'adversaire se dérobe aux catégories classiques du droit de la guerre (combattant, civil), se dissimulant dans la population. Celui-ci est assimilé à un « terroriste », « cas » encore plus « grave » que celui du « franc-tireur » ou du « guérillero » ; cet adversaire-là « ne prend aucun risque » et est donc exclu de la protection des lois de la guerre (Trinquier, La guerre moderne), notamment des Conventions de Genève signées par la France. Selon l'historien Jean-Charles Jauffret :

« Le dérapage commence à partir du moment où les Ponce Pilate de la IVe République, toujours parfaitement informés de tout ce qui se fait en Algérie, laissent aux militaires l’initiative, en vertu de la loi d’urgence de 1955 et de celle des pouvoirs spéciaux de 1956. »

#### La théorisation militaire d'une nouvelle forme de guerre
Confrontée, depuis l'Indochine, à une nouvelle forme de guerre, caractérisée par un alliage de nationalisme anticolonialiste et d'idéologie communiste et le terrorisme pratiqué par le FLN contre les populations civiles, l'armée française va progressivement élaborer, comme le montre Marie-Monique Robin dans Escadrons de la mort, l'école française (2004), une doctrine de la « guerre contre-révolutionnaire », marquée par l'anticommunisme, qui normalise :
- l'usage systématique de la torture ;
- des disparitions forcées (« Crevettes Bigeard »[22]) ;
- du « quadrillage » par zones. Développé par le colonel Trinquier, ce maillage systématique de la population, qui encourage la délation, « n'est pas sans rappeler l'organisation urbaine instituée par le Troisième Reich et le régime stalinien » (Jean-Charles Jauffret[23]). Cette tactique a été utilisée par les Britanniques lors de l'Insurrection communiste malaise (1948-1960) et par les Français en Indochine avant 1954 ;
- les « patrouilles surprise » ;
- le principe de responsabilité collective (les « corvées de bois ») ;
- l'unité du général Aussaresses a arrêté, selon ses propres dires, 24 000 personnes pendant les six mois de la « bataille d'Alger », dont 3 000 ont disparu[24] ;
- du « retournement » des prisonniers (tactique inspirée par le capitaine Léger, créateur du Groupe de renseignement et d'exploitation (GRE) pendant la « bataille d'Alger ») via le Centre d'instruction de la pacification et de la contre-guérilla d'Arzew, dirigé par André Bruge, qui une fois libérés infiltrent leurs compagnons de lutte. Cela sème la panique dans les rangs du FLN, atteint de « bleuite », c'est-à-dire de suspicion généralisée. D'après Sadek Sellam, spécialiste de la wilaya 4, le bilan des purges internes de l'ALN (Armée de libération nationale), largement provoquées par l'action du BEL[25] (dissous en avril 1961), serait de 7 000 victimes entre 1958 et 1961[26] ;
- de camps de regroupement, établis par le « plan Challe », et visant à séparer le FLN de ses appuis dans la population. En 1959, sous couvert d'une enquête sur les problèmes fonciers, le jeune énarque Michel Rocard fait un Rapport sur les camps de regroupement.

L'usage du renseignement et de la « guerre psychologique » est ainsi promu au rang d'une arme de guerre comme les autres. Ainsi, la création des 5e bureaux, en août 1957, entérine « l'inclusion de l'arme psychologique dans la structure organique des armées », aboutissement d'une réflexion sur la guerre d'Indochine et la stratégie de guérilla théorisée par Mao. Le général André Beaufre considère par exemple, dans son Introduction à la stratégie (1963), que la frontière entre militaire et civil doit être dissoute, et qu'il faut élargir le champ de bataille au-delà du seul militaire, et y inclure la société civile. De là découle la nécessité de considérer la radio ou encore l'école comme faisant partie du champ de bataille. Pour Beaufre, le militaire doit coordonner tous les aspects d'une société.
De fait, avec la ténacité du colonel Lacheroy, « l'arme psychologique tend à se muer en un outil politique entièrement voué à la cause de l'Algérie française, entraînant de fait la politisation d'une partie des cadres militaires ». La plupart des officiers travaillant dans l'action psychologique participent ensuite au putsch des généraux, ou le soutiennent fortement, avant de rejoindre l'OAS, dont ils inspirent les méthodes. L'autonomie accordée par le pouvoir politique aux militaires se retourne ainsi, de fait, contre l'État lui-même.
La théorie de la guerre contre-révolutionnaire, élaborée à l'École supérieure de guerre (ESG) par Lacheroy, Trinquier et Jacques Hogard, est sous-tendue par une idéologie nationale-catholique élaborée par la Cité catholique, groupe intégriste dirigé par Jean Ousset, ex-secrétaire personnel de Charles Maurras, le fondateur de l'Action française. Georges Sauge, qui participe avec Ousset à l'élaboration de cette doctrine, a ainsi déclaré :

« La logique de la guerre révolutionnaire, ce n'est pas la guerre en soi, mais le discours politique et idéologique qui le sous-tend ; or la guerre contre-révolutionnaire que ces officiers avaient conçue n'avait pas de logique ni de support idéologique. »

La revue Verbe de la Cité catholique a ainsi diffusé l'idéologie anticommuniste de ce groupe « intégriste » dans les milieux de l'armée. Celui-ci est bien implanté dans les grandes écoles, mais aussi à l'École supérieure d'aéronautique et à l'ESG dirigée par le général Jean Lecomte qui est aussi chef de cellule de la Cité catholique. Le commandant André Breuilh, le commandant Cauvin, l'amiral Hervé de Penfentenyo, le général Touzet du Vigier, le général Lionel-Max Chassin, l'amiral Paul Auphan (secrétaire à la marine du régime de Vichy), le maréchal Juin, le capitaine de Cathelineau, le lieutenant de vaisseau François Le Pivain, le général Ely, devenu chef d'état-major des armées, etc., écrivent dans la revue alors qu'elle commence, en mai 1957, une série d'articles consacrés aux questions militaires. Jean Ousset organise des réunions aux Missions étrangères à Paris, auxquelles participent le colonel Gardes, le colonel Château-Jobert, le colonel Goussault, le colonel Feaugas (commandant en second du CIPCG d'Arzew), le commandant Cogniet (adjoint de Jean Gardes au 5e bureau d'Alger). De plus, la revue publie en février 1959, alors que se met en place le « plan Challe », une série d'articles légitimant la torture à travers une casuistique fondée sur une certaine interprétation de saint Thomas d'Aquin (distinction de la « peine vindicative » et de la « peine médicinale »), puisée aux sources de l'Inquisition. Analysant cette doctrine, le sociologue Gabriel Périés écrit ainsi :

« Le militaire atteint, théologiquement, la "véritable charité" thomiste, en faisant de la souffrance infligée, et ressentie par le suspect, l'instrument de la rédemption de celui-ci, donc de sa culpabilité. »

Le militant Georges Sauge, en « croisade » contre les communistes, crée en 1956 le Centre d'études supérieures de psychologie sociale (CESPS), et multiplie les conférences à Polytechnique ou à l'ESG. Le 30 avril 1959, il convie à un dîner-débat le général Chassin, le général Edmond Jouhaud, chef d'état-major de l'Armée de l'Air et futur putschiste, et tient une conférence intitulée L'armée face à la guerre psychologique. Faisant référence aux événements du 13 mai 1958, il déclare :

« Ces jours qui ébranlèrent Alger peuvent amorcer un mouvement que l'histoire retiendra comme une signification providentielle en faveur des Francs et de leur mission civilisatrice au service de Dieu (…) Les militaires représentent (…) la vérité, la grandeur, la puissance de notre patrie, qu'ils protègent dans le dernier verrou de la liberté : la dignité de l'homme sur la terre d'Afrique. »

En réalité, ce n'est pas Sauge qui a convié ces généraux, mais le Centre d'études politiques et civiques pour son 18e dîner-débat. Ousset n'a pas été le secrétaire de Maurras. Les lignes précédentes mêlent des officiers d'active à des officiers en retraite ou en congé, depuis peu (Chassin) ou depuis plus longtemps (Auphan, Touzet du Vigier, Penfentenyo). Tous les officiers concernés par l'usage de la torture, tel Aussaresses, ne font pas partie de ce milieu de catholiques ultraconservateurs et anticommunistes. Les articles en question de Verbe, signés d'un pseudonyme (Cornelius), ont été publiés une première fois avant 1959, au cours des années 1957-58. Ils ont été dénoncés par un jésuite, le père Jean-Marie Le Blond, dans la revue dont il est le directeur, Études, en décembre 1958. Cette revue a publié en février 1959 un courrier de Jean Ousset protestant contre l'article de Le Blond : il souligne que Cornelius ne réclame qu'« un code spécial de justice adapté à la guerre révolutionnaire » et qu'il « n'a pas soutenu la légitimité de la torture envers les coupables. La torture - il le sait, l'a dit, et très prudemment l'a fait dire à Pie XII - est insoutenable ». Il ne visait, écrit-il, qu'à répondre à cette question : « la torture étant condamnée, se trouve-t-on privé, par là même, de tous moyens puissants pour obtenir d'un coupable les renseignements qu'il détient ». Le Blond n'est pas convaincu par les arguments d'Ousset et souligne ses ambiguïtés et ses dangers.

#### Le rôle de la presse et de l'édition
L'hebdomadaire L'Express fait dès 1954 partie de premiers journaux français, avec Témoignage chrétien, Le Monde, L'Humanité et France Observateur, à révéler puis dénoncer la torture pratiquée par une partie des troupes de choc de l'armée française en Algérie, dans le sillage de la Torture pendant la guerre d'Indochine. Ce journal est hébergé par Les Échos et dirigé par deux journalistes, Françoise Giroud et Jean-Jacques Servan-Schreiber, qui ont dès 1951 le projet explicite de mettre au pouvoir les idées de Pierre Mendès France, opposé à la torture et au colonialisme.
Dès octobre 1954, François Mauriac écrit dans ses colonnes qu'il faut « coûte que coûte éviter de torturer », en constatant les pratiques qui s'installent dans le sillage de la torture pendant la guerre d'Indochine, tandis que Claude Bourdet évoque dans France Observateur du 5 janvier 1955 les conditions de détention des opposants qui subissent la torture et la « Gestapo en Algérie ».
Le 15 janvier 1955, François Mauriac dénonce en une de L'Express les actes de torture,.
En décembre 1958 paraît La Gangrène, recueil de témoignages d'Algériens torturés en région parisienne, qui sera saisi par la police, comme l'avait été La Question d'Henri Alleg, où ce militant communiste raconte le calvaire que lui ont infligé des parachutistes.

#### L'officialisation de la «guerre contre-révolutionnaire»
Le 1er juillet 1955 — soit un mois et demi avant les massacres du Constantinois du 20 août, considérés par de nombreux historiens comme le vrai début de la guerre d’Algérie —, le ministre de l'Intérieur Maurice Bourgès-Maunoury, fervent adepte de la théorie de la « guerre contre-révolutionnaire » du colonel Lacheroy et le ministre de la Défense, le général Koenig, contresignent l'« instruction no 11 », qui a recueilli « la pleine adhésion du gouvernement » et qui est diffusée dans tous les régiments français d’Algérie. Celle-ci stipule que « la lutte doit être plus policière que militaire […] Le feu doit être ouvert sur tout suspect qui tente de s’enfuir […] Les moyens les plus brutaux doivent être employés sans délai […] Il faut rechercher le succès par tous les moyens. »
Un texte du 3 août 1955, signé par le même général Koenig, mais aussi par le ministre de la justice, Robert Schuman, précise la conduite à tenir en cas de plaintes faisant suite à « de prétendues infractions » attribuées aux forces de l’ordre :

« une action supprimant la responsabilité pénale de ses auteurs […] [sera suivie] d’un refus d’informer […] Les plaintes devront faire l’objet d’un classement sans suite, dès lors qu’il apparaîtra incontestable que ces faits sont justifiés par les circonstances, la nécessité, ou l’ordre de la loi. »

En d’autres termes, le pouvoir civil a couvert en toute connaissance de cause les militaires, et cela deux ans avant la « bataille d’Alger ». Ces classements sans suite de plaintes déposées par les victimes sont par la suite la marque des régimes militaires en Amérique latine (dictature argentine, Chili de Pinochet, etc.).
L'arrivée du général Raoul Salan à l'état-major, en décembre 1956, marque un tournant dans la stratégie militaire adoptée, les thèmes de la « guerre contre-révolutionnaire » et de l'importance de la « guerre psychologique » l'emportant, tandis que l'obsession devient l'« Organisation politico-administrative » (OPA) du FLN : c'est désormais « l’ennemi politique qui est premier et qu’il faut vaincre par tous les moyens. » (Branche et Thénault). De janvier à mars 1957, « la guerre y est menée en dehors de tout droit. L’armée est souveraine, sans contrepoids ni contrôle. Elle y fait régner une terreur jamais vue jusqu'alors », qui aboutit à l'arrestation de la plupart des cadres du FLN et au démantèlement de sa structure politique.
Le 10 février 1957, le général Massu, à la tête de la 10e Division parachutiste (DP) à Alger, qui n'ignore pas en outre que des ouvriers catholiques ont pris les armes aux côtés du FLN, fait diffuser les « Réflexions d'un prêtre sur le terrorisme urbain » du père Delarue, aumônier de la division, coécrit avec le colonel Trinquier, qui élabore une casuistique pour justifier la torture.
Une partie de l'opinion publique s'offusque, et les milieux catholiques s’indignent lorsque le texte est finalement révélé dans la presse en juin 1957. Delarue et Trinquier soutiennent que la torture se justifie afin de pouvoir empêcher un attentat d'être exécuté (prétexte connu en anglais sous le nom de Ticking time bomb scenario). Cette analyse est contestée quelques mois plus tôt dans une lettre de Germaine Tillion à l'archevêque de Paris (voir plus haut). Analysant une lettre du procureur Jean Reliquet, envoyé au ministre de la justice François Mitterrand, l'historienne Raphaëlle Branche écrit ainsi :

« Certains signes montrent que Paris a peut-être davantage l’oreille ouverte aux violations des droits de l’homme que par le passé. Dans cette lettre, par conséquent, Jean Reliquet revient avec insistance à la question des tortures […] Autrement dit, il ne connaît que la partie émergée de l’iceberg car il ne dispose que des informations qui lui parviennent en sa qualité de procureur général […] Pourtant, à cette époque, la torture est massivement pratiquée à Alger et pas uniquement en vue d’obtenir des renseignements, comme on l’a souvent dit, mais bien pour terroriser la population […] elle touche désormais tout le monde, « sans distinction de race, ni de sexe ». Autrement dit, des Européens aussi sont torturés par l’armée française. Et l’ampleur prise par la pratique de la torture « pour tous » dans ces mois-là est bel et bien une nouveauté. Des communistes, des progressistes, des membres des centres sociaux ont été arrêtés, détenus au secret, torturés à Alger dans les premiers mois de l’année 1957, par le 1er RCP mais aussi par d’autres. Un régiment en particulier semble d’ailleurs s’être « spécialisé » dans les Européens : le 1er REP, des légionnaires basés à la villa Susini […] Aucune distinction de sexe n’est opérée : les femmes aussi sont détenues puis torturées, ce qui constitue là encore une nouveauté. »

Après le succès tactique de la « bataille d'Alger », sous les ordres du général Massu, dont la violence a été fidèlement décrite par un film qui sera ensuite visionné par les états-majors d'Amérique latine et du Pentagone, La Bataille d'Alger de Gillo Pontecorvo, le général Allard recommande dans une directive du 23 mars 1957 d'utiliser dans toute l'Algérie « les procédés employés à Alger et qui ont fait preuve de leur efficacité ». Les dispositifs opérationnel de protection (DOP), qui relèvent du Centre de coordination interarmées rattachée à l'état-major, jouissent alors d'un statut de service spécial qui leur donne une large autonomie, et systématisent l'usage de la torture.
Si la torture, les enlèvements et les exécutions sommaires se généralisent, théorisées par l'armée et soutenues à la fois par l'état-major et les politiques, on confie néanmoins cette tâche en particulier à des unités spéciales : les paras de Massu et Bigeard, les DOP, etc. Le général Aussaresses inaugure lors de la répression des massacres du Constantinois du 20 août 1955, qui font 12 000 morts, dont quelque 1 200 exécutions sommaires, une collaboration étroite avec les services de police, l'armée assumant de plus en plus des tâches de renseignement normalement confiées à la police. L'appellation officielle de la guerre d'Algérie en tant que simple « opération de maintien de l'ordre » intérieur crée un vide juridique qui favorise le non-respect des Conventions de Genève. Selon Raphaëlle Branche :

« C'est parce que cette guerre s'inscrit dans une légalité qui ne peut pas être celle du temps de paix, mais qui n'est pas non plus celle du temps de guerre, que des actes habituellement illégaux sont autorisés implicitement […] Cette guerre d'un type nouveau produit sa propre légitimité et sa légalité implicite. »

Bien peu d'officiers protestent contre ces nouvelles pratiques, à l'exception du général Jacques Pâris de Bollardière, qui est mis aux arrêts 60 jours sous les ordres du ministre Maurice Bourgès-Maunoury. De Bollardiere dénonce aussi la soumission de la justice au pouvoir militaire, la première devenant, à partir de janvier 1957, un « instrument de guerre contre-révolutionnaire » (R. Branche). De Bollardière commente ainsi l'appropriation par l'armée de missions auparavant dévolues aux forces de police, mais cette fois-ci en dehors de tout cadre judiciaire :

« L'armée, petit à petit, a conquis les uns après les autres tous les instruments de pouvoir, y compris judiciaire, et est devenu un véritable État dans l'État. »

Il y a eu néanmoins, selon l'historien Jean-Charles Jauffret :

« un débat, feutré, au sein des forces armées », en particulier chez « les officiers de sensibilité communiste, issus pour la plupart des maquis et réseaux Francs-tireurs partisans (FTP) de la Résistance : les capitaines Marc Chervel [qui était membre d'une Section administrative spécialisée (SAS, chargés du volet social de la guerre psychologique)], René Paquet, Georges Alziari et Jean Brugié n’ont pas accepté les excès de la guerre contre-révolutionnaire […] Mais ces refus ne peuvent cacher ce que Jean Le Meur, officier de réserve contestataire, appelle l’hébétude. Bien sûr que la plupart des hommes du contingent et les volontaires n’ont jamais torturé eux-mêmes, mais il y a bien en Algérie accoutumance à la violence ordinaire. »

Robert Bonnaud, membre du Parti communiste et militant anticolonialiste, publie en avril 1957 dans la revue Esprit son propre témoignage de soldat :

« C’est une chose atroce de tuer nuitamment la famille d’un fermier de la Mitidja, ou de mitrailler la foule des promeneurs dominicaux dans une rue de Bône. Mais c’est une chose incommensurablement plus atroce de fonder sur des dizaines de milliers de cadavres périodiquement rafraîchis un régime d’abjection que huit millions d’Africains vomissent. La majorité africaine ou ses défenseurs emploient depuis 1954 les procédés de la terreur de masse contre la minorité européenne. Mais il est bon de se souvenir que depuis 1830 les procédés de la terreur de masse sont employés par la minorité européenne et ses défenseurs contre la majorité africaine. Priorité dans l’horreur. « Que messieurs les terroristes européens commencent. » Commencent à sacrifier des privilèges qui n’ont pu s’établir et ne sont protégés que par des bains de sang épisodiques et une oppression permanente. »

Il note aussi que « dans tous les régiments para, la torture est pratiquée : il faut que le suspect parle et parle vite, l'argument invoqué est celui de l'efficacité qu'expose le colonel Trinquier spécialiste de la guerre subversive. » « Si l’honneur de la France ne peut aller avec ces tortures, alors la France est un pays sans honneur » explique quant à lui Robert Bonnaud :

« Un petit nombre de Français a été torturé ignoblement en Oranie, et des centaines d’Algériens le sont partout chaque jour. Et l’habitude de torturer, sinon les méthodes de torture, ne date pas de l’été 56 ni même de novembre 54. Elle date du moment où il y a eu en Algérie des indigènes et des forces de l’ordre, des bicots et des flics. »

Il analyse en ces termes la sublimation et la rhétorique justificatrice qui porte les militaires à commettre de tels actes :

« Histoire absurde, sadisme gratuit ? Non. Dans ce pays, l’énorme majorité des suspects, et aussi de ceux qui ne le sont pas, aident réellement les patriotes, ne serait-ce que par leur silence. On ne court pas grand risque, par des tortures ou des brimades intempestives, de se mettre à dos la population : le peuple algérien a perdu confiance en notre faux libéralisme et nos promesses menteuses… Le maintien de notre domination a exigé, exige, exigera des tortures de plus en plus épouvantables, des exactions de plus en plus générales, des tueries de plus en plus indistinctes. Il n’y a pas d’Algérien innocent du désir de dignité humaine, du désir d’émancipation collective, du désir de liberté nationale. Il n’y a pas de suspect arrêté à tort et torturé par erreur. »

Le colonel Trinquier, qui devient un théoricien célèbre de la « guerre contre-révolutionnaire », justifie la torture : « Le terroriste est devenu le soldat de la guerre révolutionnaire comme l'artilleur, le fantassin ou l'aviateur de la guerre conventionnelle. Le soldat admet la souffrance physique et la mort comme inhérente à son état. Pour avoir les mêmes droits, le terroriste doit accepter les mêmes risques. Or il les refuse. C'est un tricheur. Qui sera interrogé sur son organisation plus que sur ses actions. S'il donne les renseignements - ce qui est le cas en général - l'interrogatoire sera terminé. Sinon, ils lui seront arrachés par les moyens appropriés. Comme le soldat, il devra affronter la souffrance et peut-être la mort. Il doit l'accepter comme la conséquence de l'emploi des armes de guerre qu'il a choisies. ».
Dans son documentaire L'Ennemi intime, Patrick Rotman explique que :

« Comme Trinquier les officiers qui ont participé à la bataille d'Alger avancent le cas du poseur de bombe qu'il faut faire parler à tout prix pour sauver des vies. Cette urgence justifie à leurs yeux la torture mais les milliers de suspects arrêtés et interrogés n'étaient pas tous des poseurs de bombes loin de là. Les militaires savent que sur cent personnes embarquées dans la Casbah, trois, cinq ou dix sont sympathisants du FLN : il suffit de les trouver, pour cela tout le monde doit parler. Dans la réalité de l'action les paras torturent pour arracher des renseignements qui permettront de remonter des filières : Trinquier est un adepte de cette pêche au filet. »

Le 20 janvier 1955, Pierre Mendès France et François Mitterrand fusionnent les polices d'Algérie et de métropole, mettant fin à l'autonomie de la police algérienne. Des dizaines de policiers soupçonnés de pratiquer, d'encourager, ou de cautionner la torture sont mutés en métropole. Le gouvernement Mendès France est renversé dès le 5 février, les députés radicaux d'Algérie ayant voté la censure. Selon F. Mitterrand, alors ministre de l'intérieur, le gouvernement a été renversé pour avoir lutté contre « ce système détestable ». L'historien Jean-Pierre Peyroulou n'est pas loin de partager cette analyse.
Dès le 6 avril 1956, Guy Mollet demande au Comité international de la Croix-Rouge (CICR) d'envoyer une mission en Algérie pour enquêter sur les conditions de vie des militants du Front de libération nationale détenus par les autorités françaises. En octobre 1956, il rencontre Hubert Beuve-Méry et lui demande des précisions sur les accusations de torture pratiquées par certains soldats.
Le directeur du Monde lui ayant remis un dossier d'une vingtaine de feuilles, Guy Mollet écrit à Robert Lacoste, lequel lui répond que des sanctions ont été prises chaque fois que des exactions ont pu être prouvées (jusqu'à soixante jours d'arrêts de forteresse), et que les accusations relayées par Beuve-Méry sont presque toutes mensongères.
Mais la Croix-Rouge lui remet un nouveau rapport, le 13 novembre 1956, qui confirme la banalisation de la torture dans les centres de détention, ainsi que Jean Mairey, directeur de la Sûreté nationale, qui enquête en décembre 1955, avant de démissionner en janvier 1957, en soulignant l'échec moral, politique et stratégique de la généralisation de la torture :

« Il m'est intolérable de penser que des policiers français puissent évoquer par leur comportement les méthodes de la Gestapo. De même, officier de réserve, je ne puis supporter de voir comparer des soldats français aux sinistres SS […] Les méthodes policières trop souvent utilisées, loin de contribuer au rétablissement de l'ordre, ajoutent à l'anarchie en fournissant à l'insurrection des hommes, des cadres, et pire encore des slogans de propagande. »

Certains journaux multipliant les accusations, le gouvernement Mollet crée une « Commission de sauvegarde des droits et libertés individuels », dirigée par Pierre Béteille, conseiller à la Cour de cassation, en avril 1957. Aucun parlementaire n'en est membre, les députés et sénateurs étant accusés de partialité, et la commission est entièrement libre de son organisation. La pratique de la torture ne cesse pas, mais plusieurs sanctions disciplinaires sont prises, plusieurs procédures judiciaires sont entamées contre des tortionnaires présumés, et plusieurs centaines de personnes internées sont libérées. Enfin, Guy Mollet autorise la Commission internationale contre le régime concentrationnaire à diligenter une enquête. Celle-ci conclut, en juillet 1957, qu'au cours du mois d'avril, la torture semble avoir diminué, et que les conditions de vie dans les camps d'hébergement sont globalement satisfaisantes. Ces enquêtes ont été largement brocardées pour leur ridicule notamment par l'adaptation cinématographique du livre d'Henri Alleg « La question » réalisée par Heynemann.

### Après la Bataille d'Alger
De 1959 à 1961, Edmond Michelet, ministre de la Justice, s'efforce à son tour de « lutter » contre la torture. Mais Michel Debré, Premier ministre, obtient finalement du général de Gaulle, président de la République, qu'Edmond Michelet quitte ses fonctions, ce qui « libère la brutalité » policière selon l'historien Alain Dewerpe.
À Paris, le préfet de police Maurice Papon, qui avait eu d'importantes responsabilités dans le Constantinois, importe les méthodes utilisées en Algérie en métropole, en particulier durant les semaines qui précèdent le massacre du 17 octobre 1961 puis celui de Charonne en février 1962.
Le 5 janvier 1960, le journal Le Monde publie un résumé du rapport d'une mission effectuée en Algérie par le CICR : « De nombreux cas de sévices et de torture sont toujours signalés ». L'historienne Raphaëlle Branche note qu' « en métropole, la torture n'atteint pas la même ampleur qu'en Algérie. Elle n'en demeure pas moins sur les deux rives, une pratique tolérée par les autorités et une violence à laquelle les Algériens savent pouvoir s'attendre »[citation nécessaire] .
En 1961, un article paru dans le journal clandestin anticolonialiste Vérité-Liberté expliquait :

« À la ferme Ameziane, centre de renseignement et d'action (C.R.A.) de Constantine, elle se pratique à l'échelle quasi industrielle. (…) C'est à la ferme Ameziane que sont conduits tous les suspects pris par les unités de l'Est algérien.
L'arrestation des « suspects » se fait par rafles, sur renseignements, dénonciation, pour de simples contrôles d'identité. Un séjour s'effectue dans les conditions suivantes : à leur arrivée à la « ferme », ils sont séparés en deux groupes distincts : ceux qui doivent être interrogés immédiatement et ceux qui « attendront », à tous on fait visiter les lieux et notamment les salles de tortures « en activité » : électricité (gégène), supplice de l'eau, cellules, pendaisons, etc. Ceux qui doivent attendre sont ensuite parqués et entassés dans les anciennes écuries aménagées où il ne leur sera donné aucune nourriture pendant deux à huit jours, et quelquefois plus encore.
Les interrogatoires, conduits conformément aux prescriptions du guide provisoire de l'officier de renseignement (O.R.), chapitre IV, sont menés systématiquement de la manière suivante : dans un premier temps, l'O.R. pose ses questions sous la forme « traditionnelle » en les accompagnant de coups de poing et de pied : l'agent provocateur, ou l'indicateur, est souvent utilisé au préalable pour des accusations précises et… préfabriquées. Ce genre d'interrogatoire peut être renouvelé. On passe ensuite à la torture proprement dite, à savoir : la pendaison (…), le supplice de l'eau (…), l'électricité (électrodes fixées aux oreilles et aux doigts), brûlures (cigarettes, etc.) (…) les cas de folies sont fréquents (…) les traces, cicatrices, suites et conséquences sont durables, certaines même permanentes (troubles nerveux par exemple) et donc aisément décelables. Plusieurs suspects sont morts chez eux le lendemain de leur retour de la « ferme ».
Les interrogatoires-supplices sont souvent repris à plusieurs jours d'intervalle. Entre-temps, les suspects sont emprisonnés sans nourriture dans des cellules dont certaines ne permettent pas de s'allonger. Précisons qu'il y a parmi eux de très jeunes adolescents et des vieillards de 75, 80 ans et plus. À l'issue des interrogatoires et de l'emprisonnement à la ferme, le « suspect » peut être libéré (c'est souvent le cas des femmes et de ceux qui peuvent payer (…) ou interné dans un centre dit « d'hébergement » (à Hamma-Plaisance, notamment) ; ou encore considéré comme « disparu » (lorsqu'il est mort des suites de l'interrogatoire ou abattu en « corvée de bois » aux environs de la ville. (…)
Les « interrogatoires » sont conduits et exécutés par des officiers, sous-officiers ou membres des services du C.R.A. (…) Les chiffres - car il y en a - sont éloquents : la capacité du « centre » entré en activité en 1957 est de 500 à 600 personnes, et il paraît fonctionner à plein rendement en permanence. Depuis sa constitution il a « contrôlé » (moins de huit jours de prison) 108 175 personnes ; fiché 11 518 Algériens comme militants nationalistes sur le secteur ; gardé pour des séjours de plus de huit jours 7 363 personnes ; interné au Hamma 789 suspects. »

#### Le terreau colonial
La thèse d'un terreau colonial favorable au développement de la torture est développée dès l'entre-deux-guerres par certains militants communistes et anticolonialistes. Ainsi, dans « Cent ans de capitalisme en Algérie, histoire de la conquête coloniale », article publié dans La Révolution prolétarienne en 1930, Robert Louzon, expliquait déjà que la torture était le seul moyen d'instruction des affaires pénales dès lors qu'il était question d'« indigènes » et dénonçait déjà cet état de fait particulièrement répugnant comme s'inscrivant dans la réalité coloniale au point d'en être une des manifestations les plus authentiques.
Dix-sept ans à peine après l'Occupation, des intellectuels tentent d'alerter l'opinion face à l'inhumanité de l'usage de la torture : « La France, autrefois, c'était un nom de pays ; prenons garde que ce ne soit, en 1961, le nom d'une névrose » déclare Jean-Paul Sartre, en septembre 1961 en dénonçant des procédés[source insuffisante] qui traduisent selon lui le processus d'ensauvagement dont parle Aimé Césaire, dans le Discours sur le colonialisme, où ce dernier expose sa vision des choses :

« Il faudrait d’abord étudier comment la colonisation travaille à déciviliser le colonisateur, à l’abrutir au sens propre du mot, à le dégrader, à le réveiller aux instincts enfouis, à la convoitise, à la violence, à la haine raciale, au relativisme moral, et montrer que, chaque fois qu’il y a au Viêt Nam une tête coupée et un œil crevé et qu’en France on accepte, une fillette violée et qu’en France on accepte, un Malgache supplicié et qu’en France on accepte, il y a un acquis de la civilisation qui pèse de son poids mort, une régression universelle qui s’opère, une gangrène qui s’installe, un foyer d’infection qui s’étend et qu’au bout de tous ces traités violés, de tous ces mensonges propagés, de toutes ces expéditions punitives tolérées, de tous ces prisonniers ficelés et interrogés, de tous ces patriotes torturés, au bout de cet orgueil racial encouragé, de cette jactance étalée, il y a le poison instillé dans les veines de l’Europe, et le progrès lent, mais sûr, de l’ensauvagement du continent. […] »

C'est précisément ce qu'avance Henri Alleg, membre du PCF et directeur d’Alger Républicain, qui est arrêté par les paras de la 10e DP, au domicile de Maurice Audin : « le fond du problème était cette guerre injuste elle-même. À partir du moment où on mène une guerre coloniale, c’est-à-dire une guerre pour soumettre un peuple à sa volonté, on peut édicter toutes les lois que l’on veut, il y aura toujours des dépassements » ; « D’ailleurs, s’il faut juger, est-ce seulement la torture et ses crimes ou l’engagement de la France dans la guerre et plus largement encore le colonialisme comme système d’oppression ? Cette question n’est pas de l’ordre de la justice : elle est posée, elle reste posée à ceux qui se situent au sommet de la pyramide, aux responsables politiques ».
Dans sa thèse sur « La torture et l'armée pendant la guerre d'Algérie », Raphaëlle Branche développe en effet l'idée selon laquelle les techniques des tortionnaires ont « naturellement » prospéré sur le terreau de plus d'un siècle de colonisation :

« La pratique de la torture pendant la guerre en Algérie a au moins deux origines : le terreau colonial propre à l'Algérie (la torture y était utilisée par la police dans le cadre du maintien de l'ordre colonial et en dehors des cas d'affrontements armés) et un terreau plus spécifiquement militaire avec le poids de l'armée coloniale et de l'expérience indochinoise en particulier qui conduisit l'État-Major à interpréter la guerre selon des grilles issues du conflit précédent. »

La thèse de Raphaëlle Branche rejoint les conclusions de l'historien Olivier Le Cour Grandmaison, selon qui :

« Des années 1840 à l'indépendance en 1962, le corps physique de l'« arabe » a donc été utilisé comme un instrument de terreur sur lequel le pouvoir colonial n'a cessé d'inscrire les marques de sa toute-puissance. La torture en Algérie et dans l'empire français : une exception limitée aux guerres de libération nationale conduites contre la métropole ? Non, la règle. »

Celui-ci pose la question d'une généalogie du totalitarisme, dont la déshumanisation tient beaucoup plus selon des auteurs comme Aimé Césaire des structures mentales du colonialisme que de celles de la Terreur pendant la Révolution française. Des auteurs comme Olivier Le Cour Grandmaison voient directement dans le terreau colonial au-delà de la systématisation de moyens de terreur de masse, un laboratoire des génocides du XXe siècle.
Une autre historienne, Louise Müller (nl), s'est cependant livrée à une étude critique de la thèse de Raphaëlle Branche, l'accusant de « reposer sur un tri sélectif des sources, sur de faux témoignages et sur l'utilisation d'un vocabulaire et d'une grille de lecture orientés ».
Marc Ferro, dans Le livre noir du colonialisme (2003), fait part de son regret :

« Ceux qui travaillent sur les régimes totalitaires n'ont lu Hannah Arendt que d'un seul œil, semble-t-il. Ils ont omis de s'apercevoir qu'au nazisme et au communisme elle avait associé l'impérialisme colonial (Hannah Arendt, Les origines du totalitarisme, tome II, L'impérialisme, 1955). Entre ces régimes en effet, il existe une parenté qu'avait bien repérée le poète antillais Aimé Césaire, au moins en ce qui concerne nazisme et colonialisme : « Ce que le très chrétien bourgeois du XXe siècle ne pardonne pas à Hitler, ce n'est pas le crime en soi, c'est le crime contre l'homme blanc (…) d'avoir appliqué à l'Europe des procédés colonialistes dont ne relevaient jusqu'ici que les arabes, les coolies de l'Inde et les nègres d'Afrique » (Aimé Césaire, Discours sur le colonialisme, Présence Africaine, 1955.) » »

Quelle que soit la position adoptée concernant les rapports entre colonialisme et totalitarisme, dans le sillage, ou contre, de la pensée de Hannah Arendt, Marc Ferro indique que :

« Sans excès, on peut affirmer que la colonisation a abouti à un développement du racisme et que ce racisme a principalement nourri la rancœur des colonisés. Les humiliations subies par les Algériens, Africains, Annamites ou Malgaches sous l’administration coloniale française ont certainement contribué, plus que les violences extrêmes de la conquête ou les diverses formes d’exploitation et de spoliation, à la colère des offensés. »

#### Ouvrages publiés pendant la guerre
La torture pendant la guerre d'Algérie est notamment connue grâce aux témoignages de Robert Bonnaud et du directeur d'Alger Républicain, Henri Alleg, qui a subi la torture. Alleg a publié son témoignage sous le titre La Question (Minuit, 1958).
La Gangrène de Bachir Boumaza, paru la même année, chez le même éditeur dénonce la torture dans Paris même : les témoins sont des étudiants algériens : ils dénoncent l'usage de la torture dans les locaux de la DST, parfois en présence de Roger Wybot. L'ouvrage est immédiatement saisi. Toutes les méthodes de torture (gégène, eau, paillasse barbelée, sérum de vérité, arrachage d'ongles, brutalité, privation de sommeil, poivre dans le vagin, etc.) y sont détaillées. Cet ouvrage fut censuré par le gouvernement, car mettant en cause l'armée et ses méthodes, la faisant apparaître comme la nouvelle Gestapo d'Algérie.
Les tortures sont également évoquées au procès de Djamila Boupacha, militante de l'ALN, défendue par l'avocate Gisèle Halimi. Le ministère intervient pour que les militaires français soient mis hors de cause.
En 1959, cinq Algériens publient La Gangrène, ouvrage dénonçant les tortures pratiquées au siège de la DST, à Paris. Le livre est interdit.
En avril 1961, le livre Les égorgeurs de l'appelé du contingent Benoist Rey publié une première fois aux Éditions de Minuit, qui décrit sans ambages « le quotidien de meurtres, de viols, de pillages, d'incendies, de destructions, de tortures, de sadisme, d'imbécillité… d'une armée composée d'engagés et d'appelés », est saisi dès sa sortie. Comme d'autres témoignages, ce livre a alors été censuré. Benoist Rey dénonce que « la torture est en Algérie un moyen de répression usuel, systématique, officiel et massif ».

#### Impunité des tortionnaires
Des lois d'amnisties ont été promulguées en France après la guerre (lois de 1962, 1966, de 1968, de 1974, de 1982 et de 1987)[réf. nécessaire]. Une loi spécifique est votée pour amnistier les responsables de l'affaire Audin. Après les doubles lois de 1962, les seuls actes pouvant être poursuivis sont ceux de torture commis contre des membres de l'OAS.
Dans son arrêt du 17 juin 2003, la Cour de cassation considère qu'il n'y a pas eu de crime contre l'humanité pendant la guerre d'Algérie. Elle écarte ainsi la possibilité de poursuites contre le général Paul Aussaresses. Sans nier les faits de torture ni leur qualification de crime contre l'humanité au sens du code pénal actuel (entré en vigueur le 1er mars 1994), la jurisprudence actuelle écarte la qualification de crime contre l'humanité au sens du code pénal de l'époque : dès lors que les événements sont antérieurs au 1er mars 1994, seuls les faits commis par les puissances de l'Axe sont susceptibles de revêtir la qualification de crime contre l'humanité.
Des associations de défense des droits de l'homme comme la FIDH demandent un revirement, mais paradoxalement oublient les exactions du FLN[réf. nécessaire].
En 1982, sous le gouvernement Mauroy, dans la continuité des amnisties antérieures, intervient l’« ultime normalisation administrative », la « révision de carrière ».
Le général de Bollardière, sanctionné de soixante jours d'arrêt de forteresse pour avoir dénoncé la torture en 1957 à La Courneuve, refuse cette réhabilitation. Il fut à l'époque le seul officier supérieur français à condamner la torture.
La loi du 23 février 2005 (dont seul l'article 4 a été retiré) accorde une « indemnité forfaitaire » et non imposable aux « personnes (…) ayant fait l’objet, en relation directe avec les événements d’Algérie (…), de condamnations ou de sanctions amnistiées » (art.13). Athanase Georgopoulos, ancien de l'OAS réfugié en Espagne avant de revenir en France, a été nommé à la Commission chargée d'implémenter ces indemnisations (arrêté du 29 décembre 2005).

#### Aveux du général Massu
La torture en Algérie fut évoquée, entre autres, par le chef militaire d'Alger, le général Jacques Massu dans son ouvrage La vraie bataille d'Alger publié en 1972.
En 2000, lors d'un entretien donné au quotidien Le Monde du 21 juin 2000, il déclara que « le principe de la torture était accepté ; cette action, assurément répréhensible, était couverte, voire ordonnée, par les autorités civiles, qui étaient parfaitement au courant ». Il ajoute : « J'ai dit et reconnu que la torture avait été généralisée en Algérie (…) On aurait dû faire autrement, c'est surtout à cela que je pense. Mais quoi, comment ? Je ne sais pas. Il aurait fallu chercher ; tenter de trouver. On n'a malheureusement pas réussi, ni Salan, ni Allard, ni moi, ni personne ».
Cette déclaration fait écho à l'accusation de Louisette Ighilahriz, dite « Lila », militante algérienne torturée en 1957 à Alger, devenue psychologue. En 2000, elle accusa le général Massu et le général (colonel à l'époque) Bigeard d'avoir laissé le champ libre à la torture en Algérie. Massu le reconnut, mais Bigeard réfuta l'accusation. Selon Ighilahriz, « Massu ne pouvait plus nier l'évidence ».
Ighilahriz, auteur du livre Algérienne aux éditions Fayard, porte plainte et gagne ses procès contre ceux qui mettent en cause son témoignage. Le général Maurice Schmitt a ainsi été condamné à verser un euro symbolique et publier le jugement dans trois journaux. En appel, le général Schmitt est relaxé, sa bonne foi ayant été reconnue.
Selon Paul Aussaresses, qui ne regrette rien, le général Massu était au courant chaque jour de la liste des prisonniers passés à la question, ainsi que des « accidents » de parcours. Poursuivi par la Ligue des Droits de l'Homme pour « apologie de crimes de guerre », Aussaresses a été condamné à 7 500 euros d'amende par la 17e chambre correctionnelle du TGI de Paris, les éditeurs Plon et Perrin ont été condamnés à 15 000 euros d'amende chacun s'agissant du livre Services spéciaux, Algérie 1955-1957 : Mon témoignage sur la torture. Ce jugement a été confirmé en appel en avril 2003. La cour de cassation a rejeté le pourvoi en décembre 2004. En effet, le général justifiait à plusieurs reprises dans ce livre l'emploi de la torture qui permettrait de sauver des vies innocentes en poussant les terroristes présumés à révéler les détails de leurs projets et leurs complices. À la suite de ces révélations, le 4 mai 2001, Jacques Chirac, président de la République, demande que la Légion d'honneur de Paul Aussaresses lui soit retirée et que le ministère de la Défense prenne des sanctions disciplinaires à son égard. Le général Aussaresses avait fait l'objet de plaintes pour les crimes de tortures qu'il avait reconnus dans son livre. Une autre procédure avait été ouverte, mais la Cour de cassation a rejeté les poursuites intentées contre le général pour les crimes de tortures eux-mêmes, amnistiés depuis.
Interrogée sur l'évolution de la perception des problématiques liées à la torture pendant la guerre d'Algérie, Raphaëlle Branche constate que « La reconnaissance officielle de la guerre en Algérie n'a pas conduit à une modification du discours officiel sur la pratique de la torture pendant cette guerre. Alors qu'elle fut utilisée au sein d'un système de répression dont elle constituait un élément central, elle est toujours rapportée à des dérives d'éléments minoritaires ! Cela dit, indépendamment du discours des plus hautes autorités de l'État, il me semble que la reconnaissance de cette pratique et de sa place dans la guerre est de plus en plus nette dans l'opinion publique, surtout depuis, précisément, qu'un débat public a eu lieu sur cette question en 2000 et 2001 ».

## Par les barbouzes
Les barbouzes (Service d'action civique), émissaires du pouvoir gaulliste ont également torturé les membres de l'OAS. Le 12 juin 1970, lors d'un débat télévisé à propos de la bataille d'Alger, le colonel Roger Trinquier déclare : « je cite un exemple précis, on a torturé les gens de l'OAS, personne les a défendus ».
Comme le dénonce très tôt l'historien Pierre Vidal-Naquet, les tortures perpétrées par les barbouzes étaient psychologiques et surtout physiques : coups, étranglements, électricité, ongles arrachés, yeux crevés, brûlures. L'euphémisme « triturer » est employé au lieu de « torturer ».
Les tortionnaires utilisaient la « chaise électrique », fauteuil dont le dossier et le siège étaient remplacés par deux ressorts à boudin et un treillis métallique. Le courant était ensuite branché entre le siège et le dossier et réglé sur 110, 220 volts, et pouvait aller jusqu'à 500 volts.
Henri Vincent, arrêté le 27 janvier 1962 vers 20h30, a été emmené à El Biar par les barbouzes. Remis à la Police légale de Hussein Dey, il fut examiné par les médecins Henri de Jolinière et Maurice Bourhy qui constatèrent et certifièrent les tortures subies. L'affaire Petijean, ingénieur torturé puis assassiné par les barbouzes, a été très médiatisée à l'époque. On peut cependant lire une déclaration de M. Mestre, à l'époque porte-parole de la Délégation Générale, aujourd'hui ancien ministre : « Il est possible que M. Petitjean ait été victime d'un règlement de comptes au sein de l'O.A.S. »[réf. nécessaire].
Les gendarmes du colonel Debrosse, les gardes mobiles à l'école de Police d'Hussein Dey, les policiers de la mission « C » dans la fameuse caserne des « Tagarins » ont également torturé des membres de l'OAS. Parmi leurs victimes, madame Geneviève Salasc, épouse du professeur de médecine d'Alger Jean Salasc, monsieur Ziano, etc.
Les barbouzes n'ont pas été inquiétés pour leur travail clandestin en Algérie.

## Par les groupes armés indépendantistes

### Le cas du FLN
L’historien Jean-Jacques Jordi, dans son ouvrage Un silence d’État (Soteca-Belin) paru en octobre 2011, dévoile des centaines d’archives interdites d’accès et révèle une « autre » guerre d’Algérie, où les « héros de l’indépendance » – tout du moins une partie d’entre eux – livrent la face obscure de leurs méthodes : enlèvements de masse (il reste aujourd'hui près de 4 000 disparus dont les corps n'ont jamais été retrouvés), viols, tortures (par électricité, par noyade, par introduction de corps étrangers dans l'anus, lèvres et nez coupés…), actes de barbarie (la découverte de dizaines de charniers confirme selon l'historien ces pratiques). Jusqu’à ces « quarante Européens séquestrés » jusqu’à ce que mort s’ensuive pour servir de « donneurs de sang » aux combattants FLN.
Le FLN torture aussi ses propres membres. Ainsi en 1958, dans la wilaya III du colonel Amirouche, croyant voir des traitres partout, intoxiqué par la bleuite du capitaine Léger, le capitaine Ahcène Mahiouz (surnommé Hacène la torture), développe un processus infernal : arrestations, tortures, aveux forcés, dénonciations, liquidations, nouvelles arrestations. Sa préférence va vers la torture de « l'hélicoptère ». La victime est suspendue à une corde, pieds et poings liés dans le dos, son ventre nu offert à un brasero. Le supplicié monte et descend au gré de l'interrogatoire.
Ces tortures, que Jean-Jacques Jordi qualifie de « systématiques », durent longtemps après l'indépendance : ainsi dans son livre L'Algérie à l'épreuve du pouvoir (1962-1967), paru chez Grasset en 1967, Hervé Bourges reconnaît en effet page 234 : « On a torturé sous Ben Bella, on torture davantage sous Boumedienne : voilà la triste évidence. La torture, si souvent dénoncée et à plus d'un titre rejetée par la grande majorité des Algériens comme un acte de barbarie dont ils ont été longtemps les victimes, est devenue une institution… elle est largement pratiquée dans les locaux de la police, dans les caves de la sécurité militaire… les arrestations et les séquestrations deviennent monnaie courante. L'individu est bafoué dans ses droits, humilié dans sa dignité. »
Le numéro spécial no 61 de 1957 de la revue Algérie médicale, organe officiel de la société médicale des hôpitaux d'Alger et de la Fédération des sciences médicales de l'Afrique du Nord, présente les efforts du corps médical français en Algérie pour réparer les mutilations faites au visage contre des Algériens n'ayant pas suivi les consignes du FLN. Doivent être aussi pris en compte environ des militaires français enlevés et parfois torturés, comme André Aussignac, cas rapporté le 19 novembre 1963 par le sénateur Étienne Dailly.

### Le cas de l'ALN
L'ALN employa des méthodes de torture semblables à celles de l'armée française, bien qu'en quantité bien moindre : supplétifs algériens ou civils des mechtas fidèles au gouvernement colonial égorgés, émasculés, femmes et enfants égorgés ou éventrés,,.
Selon certains historiens, le nombre de victimes de l'ALN est toutefois très inférieur à celui des victimes torturées par l'armée française, par l'administration coloniale et leurs partisans. Le centre de torture de Constantine, où le nombre de personnes interrogées dépasse largement les 100 000 Algériens, totalise à lui seul davantage de tortures que tous ceux perpetrés par les indépendantistes. Selon l'historien Guy Pervillé, même si l'on ajoute aux crimes perpétrés pendant la guerre les massacres de harkis intervenus après le cessez-le-feu et après l'indépendance, cela ne permet pas en aucun cas d'affirmer que l'ALN tortura autant que l'armée française.

## Dénonciation et condamnation de la torture

### Torture pratiquée par les autorités françaises

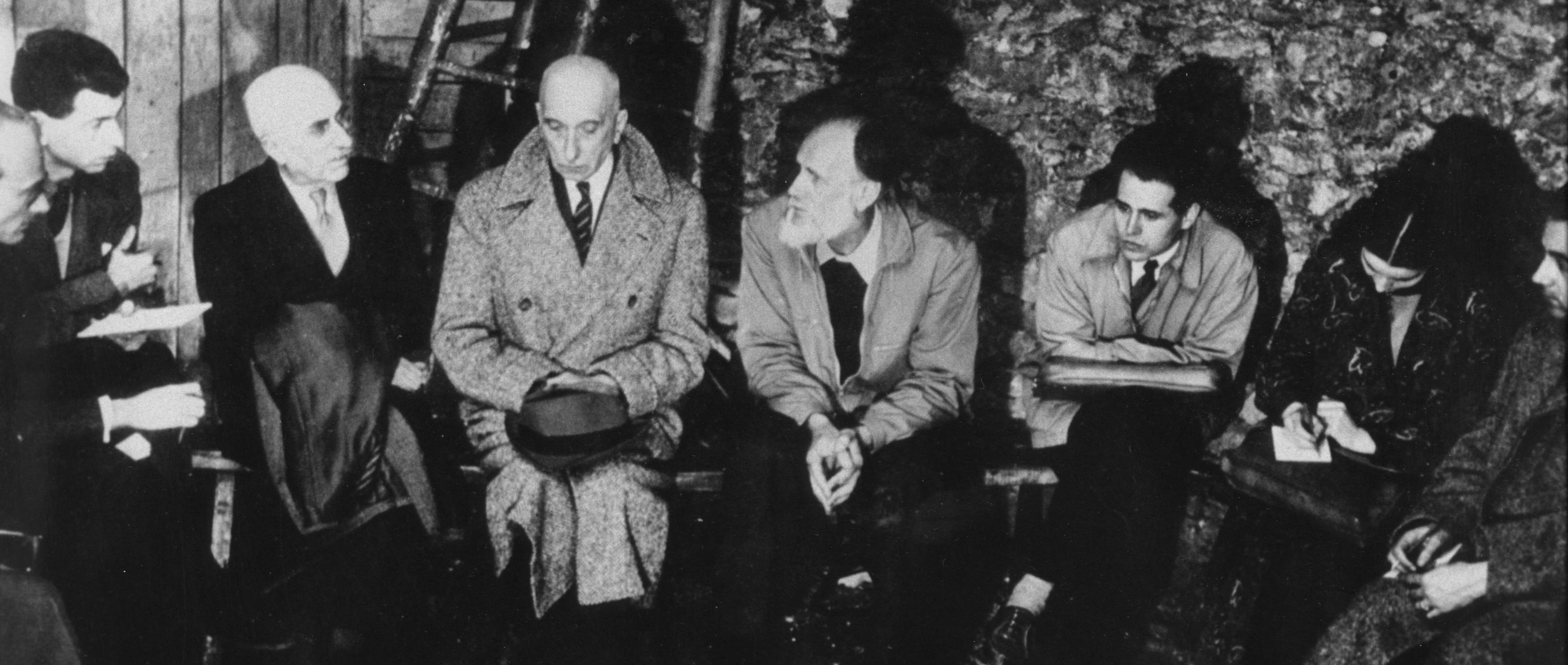
Personnalités, dont le pacifiste italien Lanza del Vasto et l'islamologue français Louis Massignon, jeûnant à Paris en signe de protestation contre l'usage de la torture en Algérie. 1957.

Le 13 janvier 1955, Claude Bourdet publie « Votre Gestapo d'Algérie » (France Observateur) tandis que François Mauriac publie « La question » le 15 janvier 1955 (L’Express). Le 5 avril 1956, Henri-Irénée Marrou dénonce à son tour l'usage de la torture dans « France, ma patrie » (Le Monde).
Pierre-Henri Simon publie Contre la torture au début de 1957. Hubert Beuve-Méry publie en mars 1957 un éditorial contre la torture dans Le Monde (Sommes-nous les « vaincus de Hitler » ?…). Le 27 mars 1957, L’Express publie une lettre du général Jacques Pâris de Bollardière.
En 1957, l'activiste du Parti communiste français et directeur du journal Alger Républicain, Henri Alleg, dénonce l'emploi avéré de la torture par l'armée française, à partir de sa propre expérience vécue lors de la bataille d'Alger, dont il témoigne dans la presse.

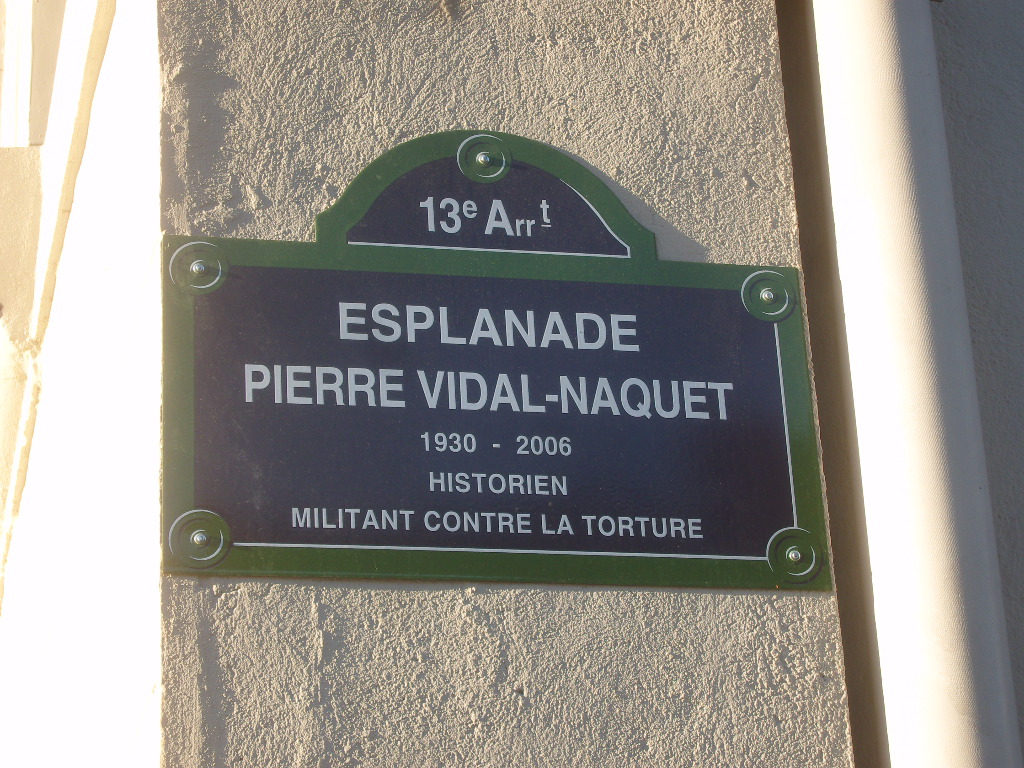
Hommage de la ville de Paris à Pierre Vidal-Naquet, militant contre la torture dans la dénomination d'une esplanade du 13e arrondissement.

En 1956, l'historien Pierre Vidal-Naquet fait publier dans la revue Esprit un témoignage sur des exactions de l'armée française. À partir de 1957, il effectue un travail d'historien sur la disparition de Maurice Audin, jeune mathématicien français, arrêté en Algérie et disparu depuis : il défend la thèse de sa mort sous la torture contre celle, officielle, de sa disparition par évasion. Il en fait un livre, L'Affaire Audin, paru en 1958 et réédité, largement complété, des années plus tard. Il participe ainsi au Comité Audin. Il publie en 1962 La Raison d'état, livre dénonçant l'emploi de la torture.
En février 1958, les Éditions de Minuit publient La Question d'Henri Alleg. Le Manifeste des 121, titré « Déclaration sur le droit à l’insoumission dans la guerre d’Algérie », est signé par des intellectuels, universitaires et artistes et publié le 6 septembre 1960. Jean-Jacques Servan-Schreiber, Gisèle Halimi, Beauvoir et Sartre se sont investis dans la dénonciation.
La Fédération protestante de France qualifie de « légitime » et soutient le refus des combattants de participer à la torture. À ceux qui refusent le départ pour cette guerre, elle dit que l'objection de conscience paraît le moyen de rendre un témoignage clair : « Nous ne nous lasserons pas de demander pour l'objection de conscience un statut légal ».
En 1960, l'abbé de Cossé-Brissac, curé de l'église Saint-Michel de Dijon, se fait connaître pour sa dénonciation de l'usage de la torture par l'armée française qu'il qualifie de « péché collectif ».

### Dans les deux camps
En 1982, dans son film L'Honneur d'un capitaine, le cinéaste français Pierre Schoendoerffer fait le procès de la guerre d'Algérie et dénonce l'hypocrisie française (le personnage du professeur de sociologie Paulet incarné par Jean Vigny), ce qu'un ancien officier parachutiste, le commandant Guilloux (Robert Etcheverry), qualifie de « propagande », puisqu'elle consiste à condamner uniquement l'usage de la torture par l'armée française en minimisant, voire en justifiant, celui pratiqué par le FLN.
Pour l'historien Guy Pervillé : « la condamnation absolue de la torture ne doit pas se limiter aux actes d'un seul camp ; or, c'est l'impression qu'ont trop souvent donnée les articles du Monde, de l'Humanité, et de Libération ».
Quant à Jean-Claude Guillebaud, il doute « qu'on fasse preuve de discernement lorsque, pressé de dénoncer, à juste titre, la torture "française", on oublie systématiquement la sauvagerie de l'autre camp […], un délire meurtrier qui alla bien au-delà de ce qu'implique une lutte de libération nationale […], une violence qui réapparait significativement dans l'Algérie d'aujourd'hui ». Il rapporte que, dans les années 1980, Zhou Enlai reprocha à l’ancien président Ben Bella cet excès de sauvagerie et lui aurait dit : « Il y a trop de sang dans votre révolution ».

### Torture pratiquée par des Algériens
Pierre Vidal-Naquet dénonça dans le journal Le Monde en novembre 1962 le massacre des harkis comme d’autres intellectuels et d’autres journaux : La Nation française de Pierre Boutang, Joseph Folliet, le philosophe Gabriel Marcel, le Prix Nobel d’économie Maurice Allais ou Philippe Tesson dans Combat.
En 1960, le cinéaste franco-suisse Jean-Luc Godard dénonce la torture pratiquée par les membres du FLN contre un agent de La Main rouge (personnage de Bruno Forestier incarné par Michel Subor) dans son film Le Petit Soldat. Interdit par la censure, l'œuvre ne sort qu'un an après la fin de la guerre d'Algérie, en 1963.